# Poliedro de Caracas
Die Poliedro de Caracas (deutsch Polyeder-Arena-Caracas) ist eine Mehrzweckhalle in der venezolanischen Hauptstadt Caracas.

## Geschichte

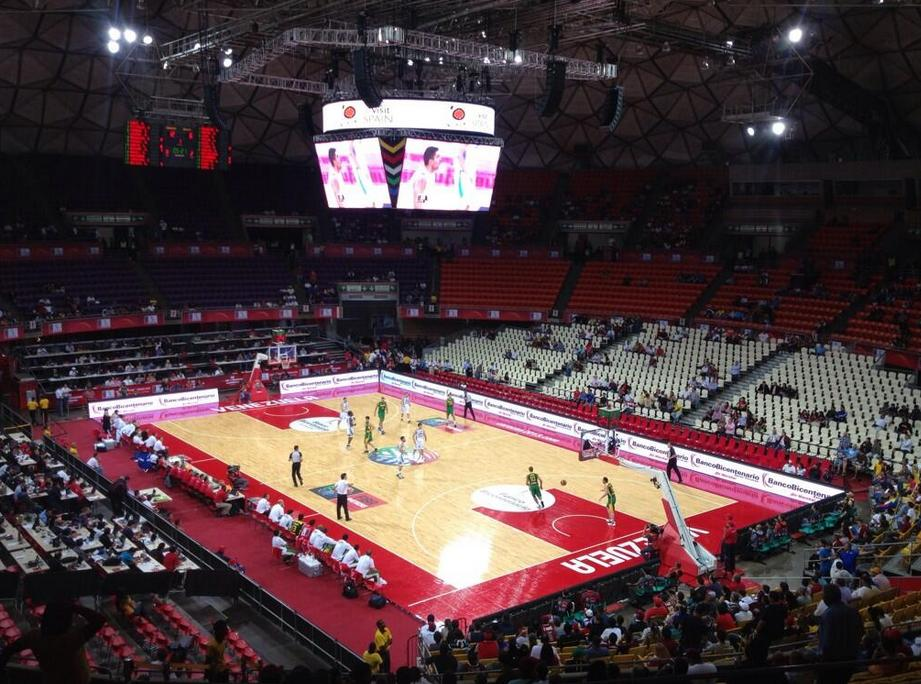
Innenansicht (2013)

Die Arena wurde von dem US-amerikanischen Architekten Thomas C. Howard der Firma Synergetics, Inc. aus Raleigh, North Carolina entworfen und am 26. März 1974 eröffnet. Die Halle bietet Platz für maximal 20.000 Zuschauer und wird hauptsächlich für Eishockey, Basketball, Volleyball oder Boxen genutzt. Auch Zirkusse und Auto-Shows fanden in der Halle statt. Die Basketball-Amerikameisterschaft 2013 wurde hier ausgetragen. Ebenso fanden hier schon viele Konzerte statt. So traten hier unter anderem schon Künstler wie Eric Clapton (Reptile World Tour) oder Queen (The Game Tour) auf.